# Erysimum witmannii
Erysimum witmannii är en korsblommig växtart som beskrevs av Zaw. Erysimum witmannii ingår i släktet kårlar, och familjen korsblommiga växter. Inga underarter finns listade i Catalogue of Life.

## Bildgalleri

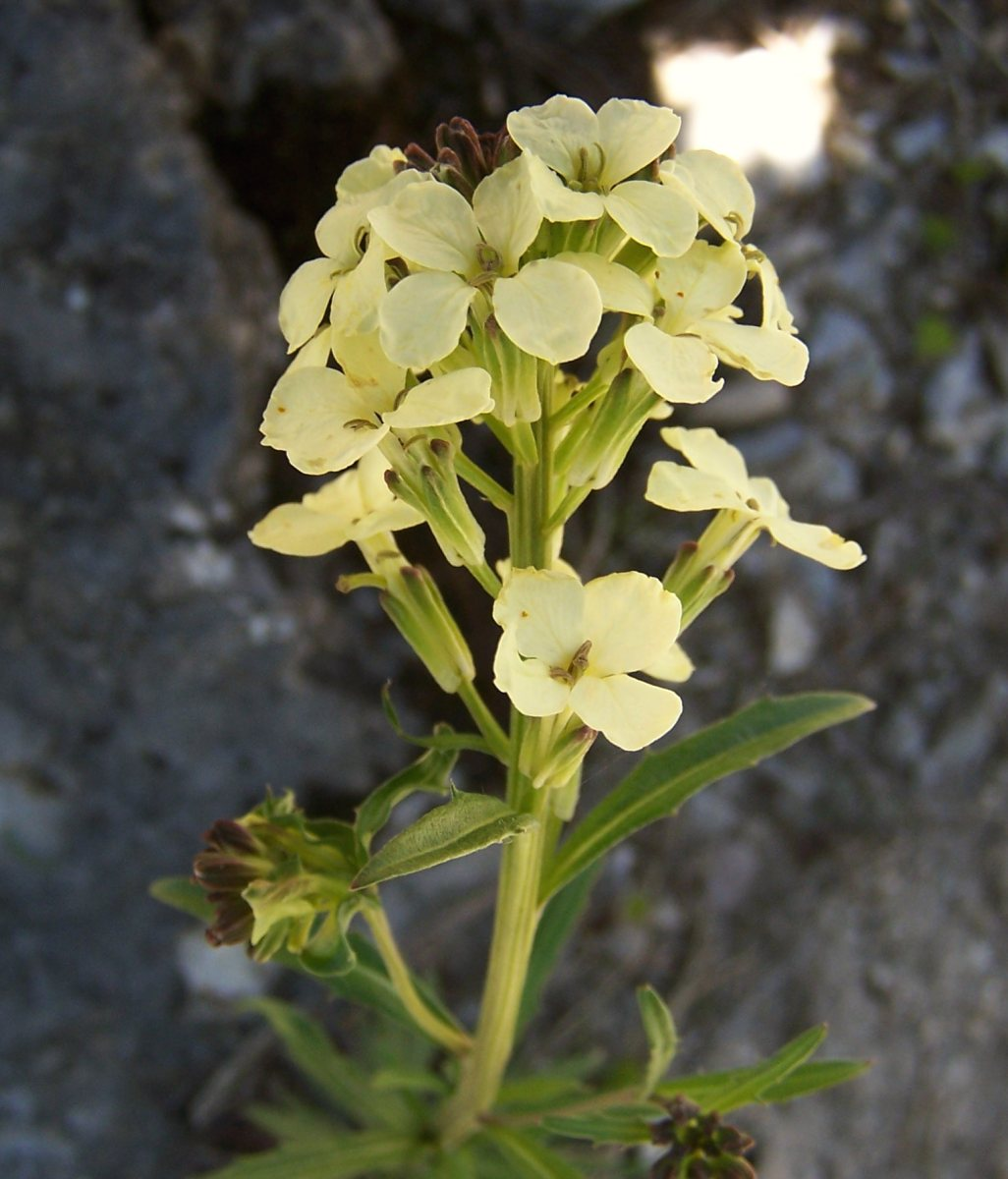
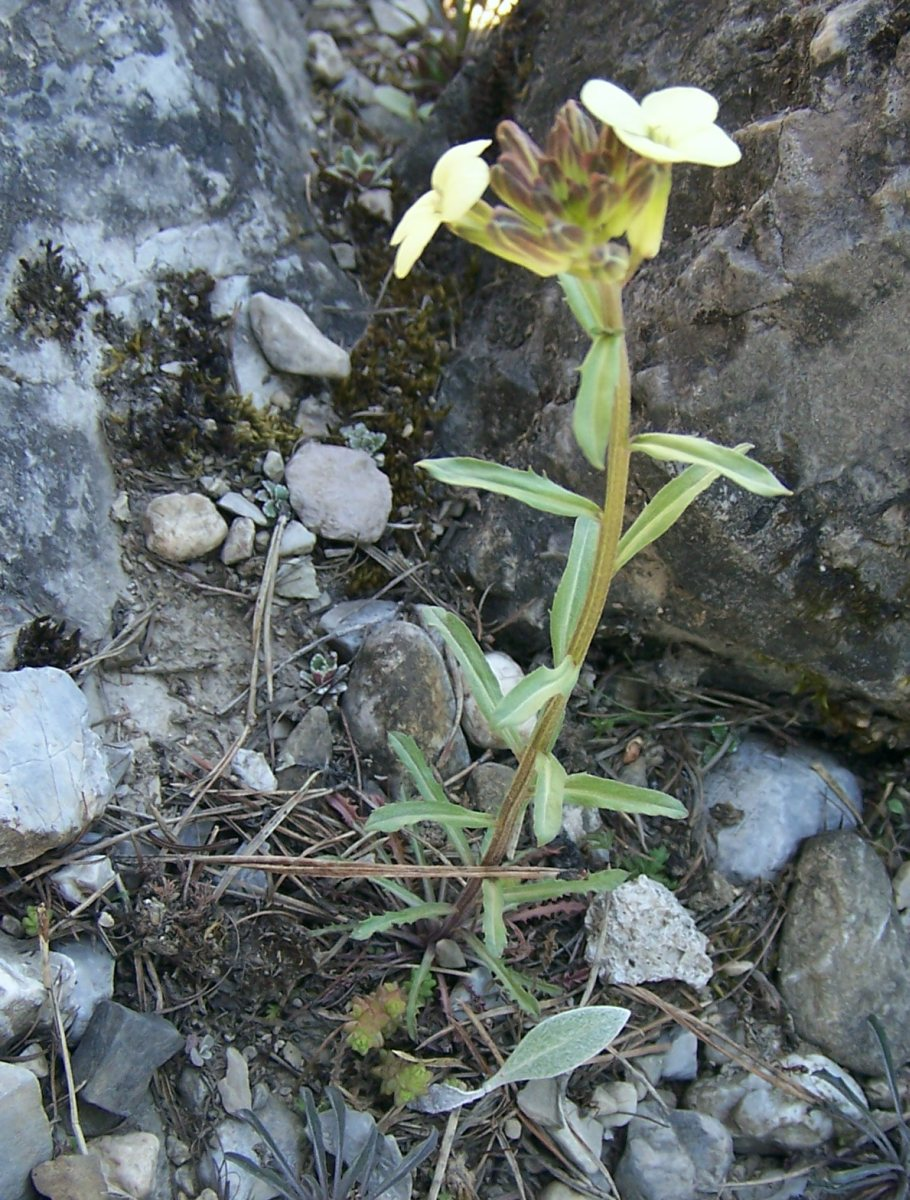
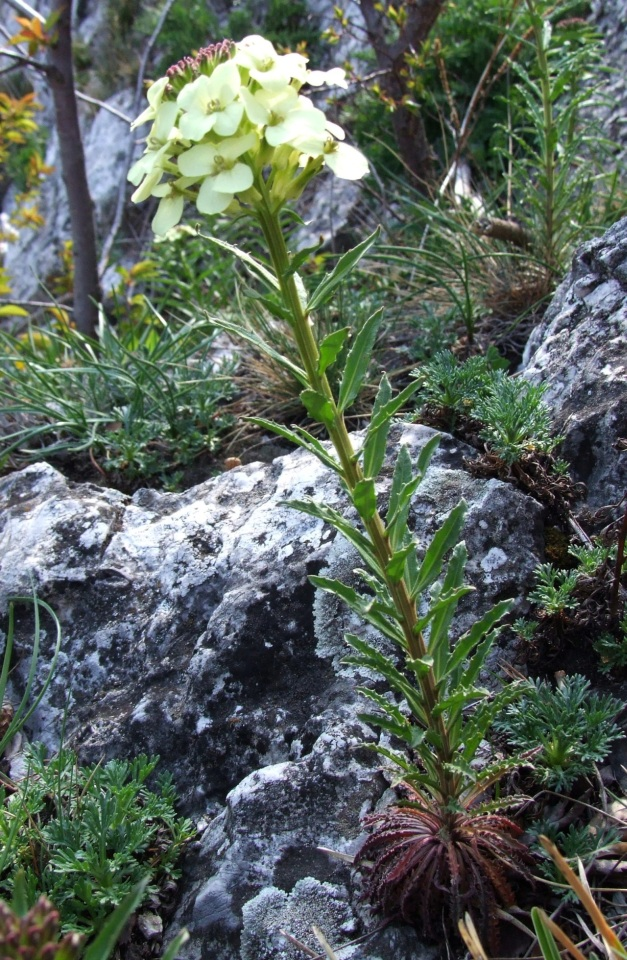
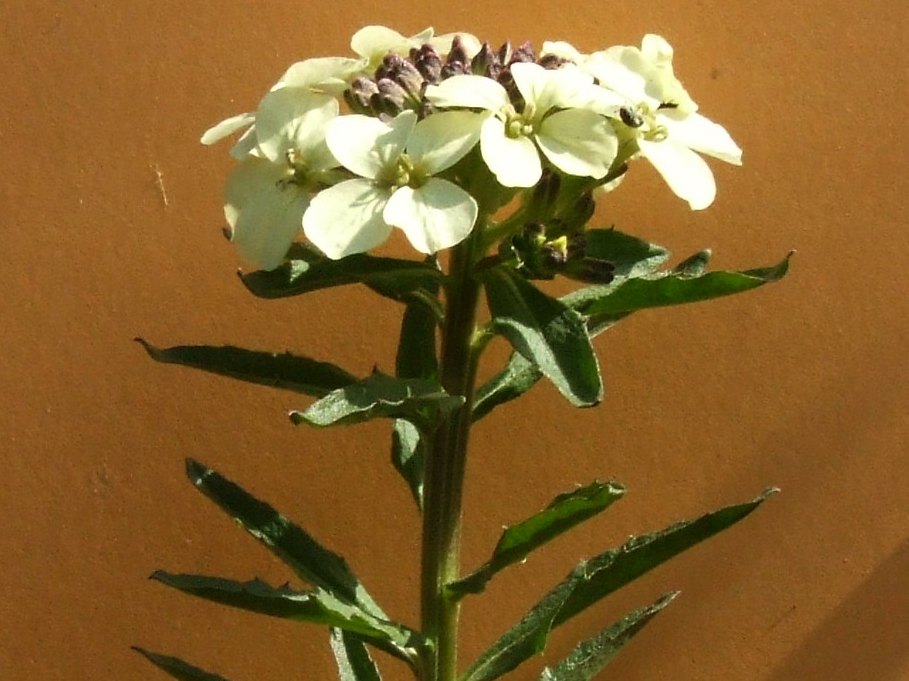